# William Randolph Steele

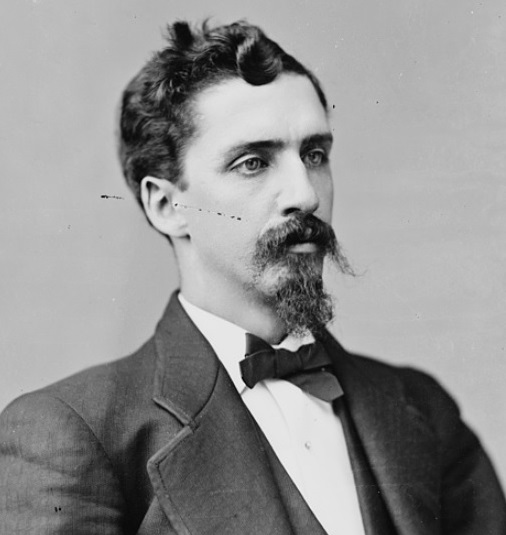
William Randolph Steele

William Randolph Steele (* 24. Juli 1842 in New York City; † 30. November 1901 in Deadwood, South Dakota) war ein US-amerikanischer Politiker. Zwischen 1873 und 1877 vertrat er als Delegierter das Wyoming-Territorium im US-Repräsentantenhaus.

## Frühe Jahre
William Steele studierte nach seiner Schulzeit Jura und arbeitete nach seiner Zulassung als Rechtsanwalt in diesem Beruf. Während des Bürgerkriegs diente er in der Unionsarmee. Bei Kriegsende war er Brevet-Oberstleutnant. Im Jahr 1869 zog William Steele nach Cheyenne im Wyoming-Territorium, wo er als Rechtsanwalt arbeitete. 

## Politische Laufbahn
Steele wurde Mitglied der Demokratischen Partei. Zwischen 1871 und 1873 war er Mitglied des territorialen Regierungsrats in seiner neuen Heimat. Bei den Kongresswahlen des Jahres 1872 wurde er als Nachfolger von William Theopilus Jones in das US-Repräsentantenhaus gewählt. Dort vertrat er zwischen dem 4. März 1873 und dem 3. März 1877 für zwei Legislaturperioden als Delegierter des Wyoming-Territoriums dessen Interessen. Da Wyoming damals noch kein offizieller Bundesstaat der Vereinigten Staaten war, hatte Steele im Kongress auch kein Stimmrecht.

## Weiterer Lebenslauf
Nachdem er bei den Kongresswahlen des Jahres 1876 nicht mehr wiedergewählt worden war, zog William Steele nach Deadwood in South Dakota. Dort arbeitete er als Rechtsanwalt. Von 1894 bis 1896 war er auch Bürgermeister dieses Ortes, in dem er im Jahr 1901 verstarb.